# Willian Maranhão
Willian Marlon Ferreira Moraes, meglio noto come Willian Maranhão (São Luís, 14 dicembre 1996), è un calciatore brasiliano, centrocampista dell'Atl. Goianiense.

## Caratteristiche tecniche
È un mediano.

## Carriera
Cresciuto nelle giovanili del Boavista-RJ, ha esordito in prima squadra il 21 gennaio 2014 in occasione del match di Campionato Carioca vinto 1-0 contro il Madureira.

## Palmarès

### Club

#### Competizioni statali
- Copa Rio: 1

Boavista: 2017
- Campionato Goiano: 1

Atl. Goianiense: 2020

#### Competizioni regionali
- Copa do Nordeste: 1

Ceará: 2023